# Alaide Gualberta Beccari
Alaide Gualberta Beccari, née le 7 mai 1842 à Padoue (Italie) et morte en septembre 1906 à Bologne, est une féministe italienne, républicaine, pacifiste et réformiste sociale. Elle a publié la revue La Donna durant les années 1870 et 1880.

## Biographie
Alaide Gualberta Beccari naît à Padoue le 7 mai 1842, troisième et seule survivante d’une fratrie qui comptera au moins 14 enfants, dans une ambiance familiale baignée de patriotisme mazziniste et de passion pour la littérature. Son père, Girolamo Giacinto, originaire de Montagnana, traduisait et adaptait des œuvres théâtrales, et a dirigé pendant longtemps la Società Filodrammatica dei Solerti de Padoue, dont faisait partie Antonietta Gloria, la mère d’Alaide Gualberta Beccari. La famille déménage en 1859 à Modène, puis à Venise en 1866. Beccari aide son père dans son travail jusqu’à devenir sa secrétaire. Elle est très tôt exposée au républicanisme et s’intéresse à l’écriture et l’engagement politique.
De retour à Padoue, Beccari réfléchi à la création d’un périodique dédié à l’éducation des femmes par des femmes. Elle s’entoure de poétesses et écrivaines, et fonde la revue « La Donna » en 1868, qui se veut « un organe des intérêts féminins […] le seul écrit par des femmes »,.
Elle déménage à Bologne en 1878, emmenant avec elle la rédaction de La Donna.
Malade, elle meurt à Bologne en septembre 1906.

## Œuvres
- (it) Martiri italiani : alcune donne pei danneggiati poveri dall'innondazione in Roma, Venise, Marco Visentini, 1871, 199 p. (OCLC 794650584)

### Théâtre
- (it) Fidanzati senza saperlo! : primo tentativo drammatico, Milan, Carlo Barbini, 1860, 80 p. (OCLC 990044642)
- (it) Pasquale Paoli : dramma in cinque atti, Venise, Visentini, 1870, 99 p. (OCLC 48218229)
- (it) È Storia! : dramma in tre atti, Padoue, 1872, 69 p. (OCLC 80260383)
- (it) Un caso di divorzio : commedeia in tre atti, Milan, Carlo Barbini, 1884, 133 p. (OCLC 990044397)
- (it) La figliuola del soldato : commedia in due atti (per ragazzine), Milan, Carlo Barbini, 1884, 120 p. (OCLC 809213890)